# Joel Hanley
Joel Hanley, född 8 juni 1991, är en kanadensisk professionell ishockeyspelare som är kontrakterad till NHL-organisationen Dallas Stars och spelar för deras primära samarbetspartner Texas Stars i AHL. 
Han har tidigare spelat på NHL-nivå för Arizona Coyotes och Montreal Canadiens och på lägre nivåer för Tucson Roadrunners, St. John's Icecaps och Portland Pirates i AHL, Gwinnett Gladiators i ECHL och UMass Minutemen (University of Massachusetts Amherst) i NCAA.
Hanley blev aldrig draftad av någon NHL-organisation.
Han skrev som free agent på ett ettårskontrakt värt 650 000 dollar med Dallas Stars den 1 juli 2018.

## Statistik
| 2007–08     | Newmarket Hurricanes | OPJHL       | 2   | 0  | 0  | 0  | 0   | —  | — | — | —  | —  |
| 2008–09     | Newmarket Hurricanes | OJHL        | 50  | 14 | 24 | 38 | 61  | 9  | 3 | 1 | 4  | 22 |
| 2009–10     | Newmarket Hurricanes | CCHL        | 23  | 5  | 15 | 20 | 11  | 19 | 4 | 9 | 13 | 12 |
| 2010–11     | UMass Minutemen      | NCAA        | 28  | 3  | 15 | 18 | 24  | —  | — | — | —  | —  |
| 2011–12     | UMass Minutemen      | NCAA        | 36  | 7  | 18 | 25 | 18  | —  | — | — | —  | —  |
| 2012–13     | UMass Minutemen      | NCAA        | 33  | 5  | 11 | 16 | 46  | —  | — | — | —  | —  |
| 2013–14     | UMass Minutemen      | NCAA        | 34  | 2  | 14 | 16 | 39  | —  | — | — | —  | —  |
|             | Portland Pirates     | AHL         | 15  | 0  | 5  | 5  | 6   | —  | — | — | —  | —  |
| 2014–15     | Portland Pirates     | AHL         | 63  | 2  | 15 | 17 | 34  | 5  | 0 | 1 | 1  | 0  |
|             | Gwinnett Gladiators  | ECHL        | 3   | 1  | 0  | 1  | 0   | —  | — | — | —  | —  |
| 2015–16     | Montreal Canadiens   | NHL         | 10  | 0  | 6  | 6  | 0   | —  | — | — | —  | —  |
|             | St. John's Icecaps   | AHL         | 64  | 5  | 8  | 13 | 25  | —  | — | — | —  | —  |
| 2016–17     | Montreal Canadiens   | NHL         | 7   | 0  | 0  | 0  | 4   | —  | — | — | —  | —  |
|             | St. John's Icecaps   | AHL         | 65  | 2  | 20 | 22 | 34  | 4  | 0 | 0 | 0  | 2  |
| 2017–18     | Arizona Coyotes      | NHL         | 5   | 0  | 0  | 0  | 0   | —  | — | — | —  | —  |
|             | Tucson Roadrunners   | AHL         | 52  | 5  | 18 | 20 | 31  | 9  | 0 | 4 | 4  | 0  |
| 2018–19     | Texas Stars          | AHL         | —   | —  | —  | —  | —   | —  | — | — | —  | —  |
| NHL totalt  | NHL totalt           | NHL totalt  | 22  | 0  | 6  | 6  | 4   | —  | — | — | —  | —  |
| AHL totalt  | AHL totalt           | AHL totalt  | 259 | 11 | 66 | 77 | 130 | 18 | 0 | 5 | 5  | 2  |
| NCAA totalt | NCAA totalt          | NCAA totalt | 131 | 17 | 58 | 75 | 127 | —  | — | — | —  | —  |